# Jason Cain
Jason Edward Cain (Filadelfia, 31 marzo 1985) è un ex cestista statunitense.